# Джованні Вінченці
Джованні Вінченці (італ. Giovanni Vincenzi, 23 червня 1905, Ліворно — 11 березня 1970, Мілан) — італійський футболіст, що грав на позиції захисника, зокрема за клуби «Торіно» і «Наполі», а також національну збірну Італії. Також футбольний тренер.

## Клубна кар'єра
Народився 23 червня 1905 року в місті Ліворно. Вихованець футбольної школи місцевого однойменного клубу. Дорослу футбольну кар'єру розпочав 1923 року в основній команді «Ліворно», в якій провів чотири сезони. 
Протягом 1927—1929 років захищав кольори клубу «Торіно». За результатами першого сезону у команді виборов титул чемпіона Італії.
1929 року перебрався до «Наполі», де протягом наступних шісти сезонів був основним гравцем захисту команди.
Протягом 1935—1937 років захищав кольори клубу «Амброзіана-Інтер», а завершував ігрову кар'єру у третьоліговій команді «Альфа Ромео», в якій протягом сезону 1937/38 був граючим тренером.

## Виступи за збірну
1924 року провів свій єдиний офіційний матч у складі національної збірної Італії.
| Дата      | Місто | Господарі | Результат | Гості   | Турнір           | Голи | Примітки |
| --------- | ----- | --------- | --------- | ------- | ---------------- | ---- | -------- |
| 20-1-1924 | Генуя | Італія    | 0 – 4     | Австрія | товариський матч | -    |          |
| Усього    |       | Матчів    | 1         |         | Голів            | 0    |          |

## Титули і досягнення
- Чемпіон Італії (1):

«Торіно»: 1927-1928